# Щемелёв, Николай Фёдорович
Николай Фёдорович Щемелёв (1920—1994) — участник Великой Отечественной войны, Герой Советского Союза. Командир роты 212-го стрелкового полка 49-й стрелковой дивизии 13-й армии Северо-Западного фронта, лейтенант.

## Биография
Родился 20 июля 1920 года в деревне Дубровка в крестьянской семье. Русский. Член ВКП(б)/КПСС с 1942 года. Окончил 10 классов. Работал в колхозе.
В Красной Армии с 1938 года. В 1939 году окончил Ленинградское военное пехотное училище. Участник советско-финской войны 1939—1940 годов.
Командир роты 212-го стрелкового полка лейтенант Николай Щемелёв отличился в феврале 1940 года. Наступая на кексгольмском (приозёрском) направлении, его рота овладела важной высотой в районе устья реки Вуокса, на юго-западном побережье Ладожского озера. Несмотря на десять ранений, восемь из которых, — штыковые, мужественный командир роты остался в строю и продолжал управлять боем. В этой кровопролитной битве он лично уничтожил двенадцать вражеских солдат, из них девять — в рукопашной схватке.
На фронтах Великой Отечественной войны — с июня 1942 года. Сражался на Волховском фронте, Курской дуге, в Корсунь-Шевченковской наступательной операции, освобождал Правобережную Украину, Молдавию, Белоруссию, Польшу. Был начальником оперативного отдела штаба стрелковой дивизии. Участвовал в войне с Японией в 1945 году.
В 1947 году ветеран трёх войн окончил Военную академию имени М. В. Фрунзе. С 1953 года полковник Н. Ф. Щемелёв — в запасе, а затем в отставке. Жил в Ленинграде (Санкт-Петербурге). Умер 14 марта 1994 года. Похоронен в Санкт-Петербурге на Южном кладбище.

## Награды
Указом Президиума Верховного Совета СССР от 7 апреля 1940 года «за образцовое выполнение боевых заданий командования на фронте борьбы с финской белогвардейщиной и проявленные при этом отвагу и геройство» лейтенанту Щемелеву Николаю Фёдоровичу присвоено звание Героя Советского Союза с вручением ордена Ленина и медали «Золотая Звезда» (№ 353).
Также награждён орденами Отечественной войны 1-й и 2-й степеней, Красной Звезды, медалями.